# Lu Xing
Lu Xing is een taoïstische god en maakt deel uit van Fu Lu Shou. Hij staat voor voorspoed, verbetering en het stijgen van ambtenarenpositie. Lu Xing is een van de vele verschillende Cai Shen die in de traditionele Chinese godsdienst bestaan. Attributen van Lu Xing zijn de ruyi en het mandarijnenpak dat hij aan heeft.

## Mythes
Volgens de mythe leefde hij in de 2e eeuw v. Chr. en was hij een hoge mandarijn van keizer Han Jingdi. Hij werd benijd door velen, onder andere door de keizer.
Een andere mythe vertelt dat Lu Xing tijdens zijn leven Zhang Yazi heette en overleed in een oorlog. Nazaten van hem bouwden een tempel voor hem.
De derde mythe is dat Lu Xing de vergoddelijking van Zhou Wenwang (周文王) is.
De laatste mythe gaat over de verering van Lu Xing vanaf de Jin-dynastie. Het was de vergoddelijking van Shi Chong (石崇). Qua stand stond Shi lager dan de keizer, maar qua inkomen (禄) stond hij hoger dan de keizer en werd daarom Lu Xing genoemd.